# سمانه اصغری
سمانه اصغری (زادهٔ ۱۳۷۲) فعال حقوق کودکان، فعال حقوق زنان و زندانی سیاسی اهل ایران است.

## فعالیت‌ها
سمانه اصغری دانش‌آموختهٔ مهندسی صنایع در دانشگاه خوارزمی است. او فعال حقوق زنان و کودکان کار، و عضو سابق هیئت‌مدیره انجمن حمایت از حقوق کودکان بود. او همچنین سابقهٔ همکاری با جمعیت امام علی را نیز دارد.

## بازداشت
سمانه اصغری در تاریخ ۱۹ مهر ۱۴۰۱، در جریان خیزش ۱۴۰۱ ایران، با یورش نیروهای امنیتی جمهوری اسلامی به خانه‌اش و توقیف وسایل شخصی، بازداشت و به زندان اوین منتقل شد. وی در تاریخ ۱۳ آبان در اعتراض به عدم دسترسی به خدمات درمانی در زندان دست به اعتصاب غذا زد و پس از مدتی به آن پایان داد. او پس از ۳۵ روز به زندان زنان قرچک منتقل شد. در تاریخ ۱۸ اسفند ۱۴۰۱، اصغری توسط شعبه ۱۵ دادگاه انقلاب تهران به‌ریاست قاضی ابوالقاسم صلواتی، به اتهاماتی همچون «اخلال در نظم و آسایش عمومی»، «اغوا یا تحریک مردم به جنگ و کشتار با یک‌دیگر»، «تبلیغ علیه نظام»، «حضور زنان در معابر و انظار عمومی بدون حجاب شرعی»، «عضویت در دسته یا جمعیت با هدف برهم زدن امنیت کشور» و «نشر اکاذیب» و بدون دسترسی به وکیل، به ۱۸ سال و سه ماه زندان محکوم شد؛ که ۶ سال و ۳ ماه از این حکم قابل اجرا خواهد بود. همچنین گفته می‌شود به سمانه اصغری اعلام کرده‌بودند که آزاد خواهد شد ولی چنین نشد. وی در نهایت در تاریخ ۴ اردیبهشت ۱۴۰۲ از زندان آزاد شد. در بهمن‌ماه همان سال، حکم یک‌سال حبس او در دادگاه تجدیدنظر تأیید شد.